# Kali (rivière d'Inde)
Pour les articles homonymes, voir Kali (homonymie).
Le fleuve Kali est un cours d'eau indien d'une longueur de 184 km qui coule dans l’État du Karnataka et se jette dans la mer d'Arabie.